# Jeřáb K-10000

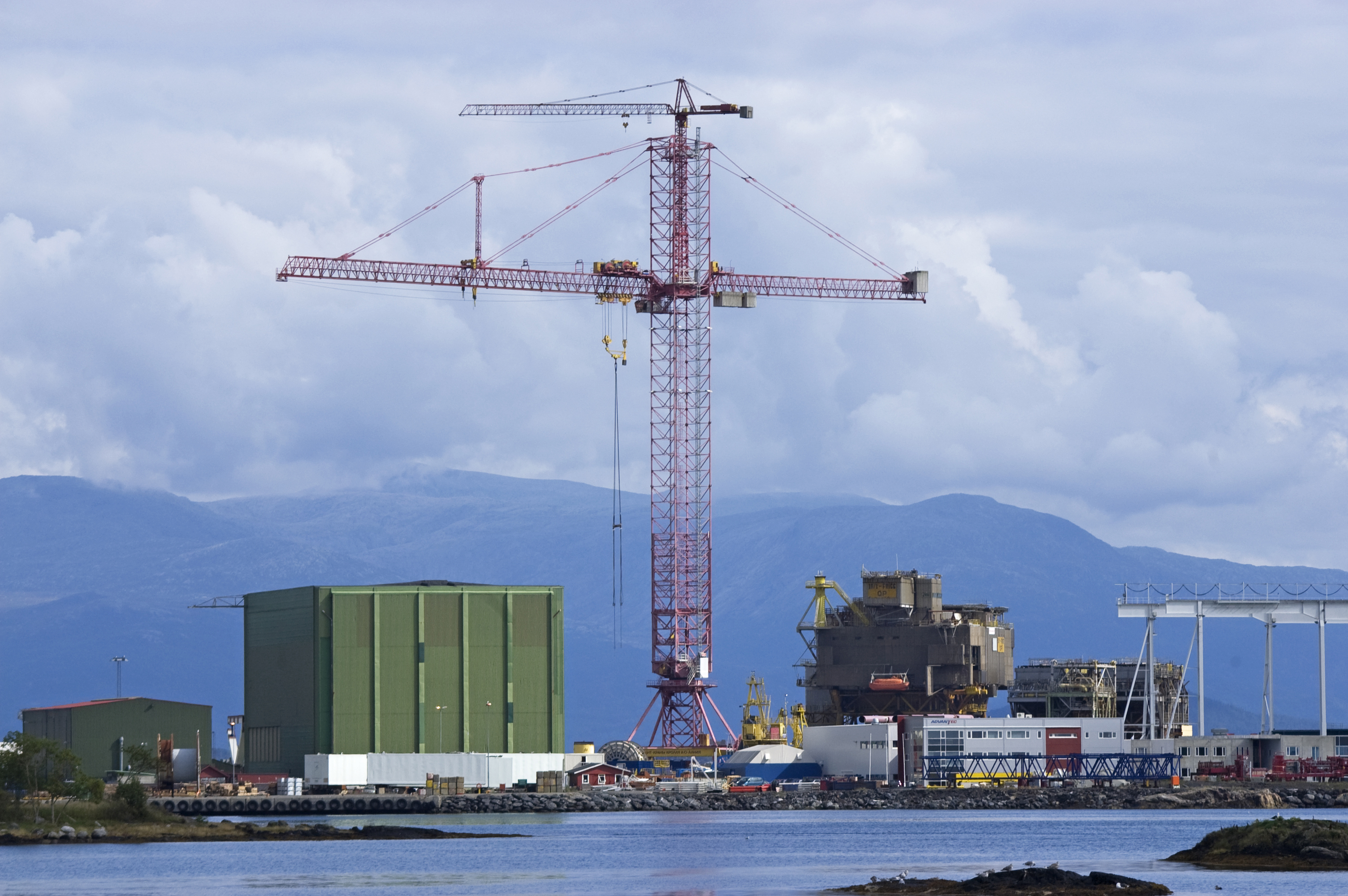
Jeřáb K-10000 v přístavu

Jeřáb K-10000 je velký věžový jeřáb s vlastním pohonem od dánské firmy Krøll Cranes. Jeřáb se nejčastěji využívá při stavbě průmyslových budov, zejména pak jaderných elektráren.

## Historie
V 70. letech začala dánská společnost Krøll Cranes navrhovat vlastní řadu jeřábů, což vedlo v roce 1978 k vývoji jeřábu s nosností 10 000 t × m zvaného K-10000. Jeřáb byl určen pro stavbu velkých průmyslových staveb a elektráren.
Na začátku 80. let společnost podepsala smlouvy na dodávky těchto jeřábů na staveniště jaderných elektráren v Sovětském svazu a ve Spojených státech. Avšak kvůli havárii v Černobylu v roce 1986 a následnému rušení staveb některých jaderných elektráren byla výroba jeřábů tohoto modelu ukončena.

### 1979–1986
První z jeřábů byl dodán a nainstalován v březnu 1979 na stavbě jaderné elektrárny Forked River (jižní New Jersey), kterou vlastnila General Public Utilities (GPU). Jeřáb byl dodán ve stacionárním provedení, hlavní část jeřábu byla instalována na základně a části věže a výložníku byly předem smontovány na zemi. Stavba elektrárny však byla v roce 1980 zrušena.
Jeřáb později koupila společnost Tower Cranes of America (TCA), která jej pronajala společnosti Public Service of New Hampshire (PSNH), stavějící druhý blok jaderné elektrárny Seabrook. Práce na nedokončeném druhém bloku však byly zastaveny, v roce 1988 navíc společnost PSNH zkrachovala. Kromě toho koupila společnost TCA další jeřáb, který nebyl nikdy používán.
Do roku 1980 bylo 15 jeřábů K-10000 vyrobeno a dodáno, z nichž 2 byly pro Spojené státy a 13 byly pro SSSR. Pouze 5 z těchto 13 jeřábů dodávaných do SSSR bylo instalováno a provozováno na staveništích. Ostatních osm nebylo (zatím) použito. Poslední vyrobený K-10000 byl dodán do SSSR v roce 1986.
Jeřáby byly použity při stavbě těchto jaderných elektráren: Záporožská, Krymská (nedokončeno), Tatarská (nedokončeno), Chmelnycká (stále na místě a bude použit při dostavbě), Jihoukrajinská, Rostovská, Baškirská (nedokončeno) a Kalininská. Jeden z dalších jeřábů byl poškozen během bojů v Čečensku.
Jeřáb instalovaný na stavbě Záporožské jaderné elektrárny byl po dokončení instalačních prací rozřezán na kovový šrot.

### 1997–2004
První jeřáb, který byl odvezen z území bývalého SSSR, dorazil v roce 1997 do loděnice Aker na norském ostrově Stord. Druhá kopie byla také vyvezena do Norska a byla skladována po dobu tří let na ostrovech sousedících s ostrovem Stord – kupující společnost nebyla schopna provést projekt, pro který byl jeřáb zakoupen. Další jeřáb, který se nacházel v místě nedokončené jaderné elektrárny Čihyryn, byl prodán Tchaj-wanu.
Čtvrtá kopie byla přepravena a instalována v květnu 2000 v loděnici v Singapuru. Pátý a šestý byly dodány a instalovány na stavbách čínských jaderných elektráren, které navrhlo Rusko. Jedním z nich je jeřáb, který se dříve nacházel v Murmansku. Poslední sedmý vyvážený jeřáb, který nečinně ležel v Rusku v letech 1986 až 1999, koupil holding Mammoet.
Jeřáb z areálu Jihoukrajinské jaderné elektrárny byl rozebrán a odstraněn v roce 2002, v září 2003 byla rozebrána a prodána kopie z místa nedokončené Krymské jaderné elektrárny.

### 2005–2010
Od roku 2007 byly skladovány dva jeřáby patřící společnosti TCA, jeden v Rhode Islandu, další jeřáb K-10000-L do roku 2007 v kodaňském přístavu. V roce 2008 byl tento jeřáb přepraven a instalován na místě jednoho z průmyslových podniků ve Fort McMurray v kanadské provincii Alberta.
Jeřáb z místa nedokončené Tatarské jaderné elektrárny byl transportován na stavbu jaderné elektrárny Kalinin pro stavbu čtvrtého energetického bloku.
Od roku 2009 bylo v Asii a na Středním východě umístěno 9 jeřábů K-10000, dva v Severní Americe, další dva v Rusku a na Ukrajině. Osud dalších dvou jeřábů není znám.

### Současnost
Jeden K-10000 (vyroben v roce 1987) je od roku 2000 v přístavu v Singapuru a používá se pro stavbu lodí, druhý je instalován v Norsku a je využíván pro demontáž ropných plošin. Třetí jeřáb byl použit při stavbě 4. pohonné jednotky jaderné elektrárny Kalinin. Po dokončení stavebních prací na této elektrárně byl jeřáb použit při stavbě 3. a 4. energetického bloku jaderné elektrárny Rostov. V roce 2015 byl jeřáb demontován ze staveniště energetické jednotky č. 4 Rostovské elektrárny. Čtvrtý stojí již od 80. let v Chmelnycké jaderné elektrárně a pravděpodobně bude použit při dostavbě dvou bloků. Jeřáb je však pravidelně servisován a testován, takže nehrozí jeho kolaps. Pátý jeřáb byl instalován v cementárně v Čerkesku.

## Technické specifikace
| Jeřáb K-10000          | Jeřáb K-10000                        |
| ---------------------- | ------------------------------------ |
| Typ                    | Věžový, kolejový, s vlastním pohonem |
| Maximální nosnost      | 65/360 t                             |
| Max. zatěžovací moment | 10000 t·m                            |
| Hmotnost konstrukce    | 655 t                                |
| Výkon elektromotoru    | 625 kW                               |